# Памятник Окуневу (Нижний Тагил)
Памятник Ивану Васильевичу Окуневу в Нижнем Тагиле установлен в парке культуры им. Окунева около Дворца культуры Уралвагонзавода в Дзержинском районе города, на Вагонке. Памятник представляет собой бронзовый бюст И. В. Окунева на гранитном постаменте.

## История
И. В. Окунев был директором Уралвагонзавода в период 1949—1968 гг.. К 75-летию предприятия было решено возвести ему памятник. Автором памятника выступил известный нижнетагильский скульптор Иван Яковлевич Боголюбов (1934—2014 гг.). В 1998 г. он создал гипсовую модель для отливки памятника, которая была очень похожа на образ Окунева и была одобрена дочерью Окунева Истоминой Ольгой Ивановной. Сам памятник высотой 160 см был отлит из бронзы на предприятии «Тагильское литьё» и установлен на гранитный постамент лицом к Уралвагонзаводу.
Торжественное открытие памятника состоялось 7 сентября 2011 года.